# Station North Berwick
North Berwick is een spoorwegstation van National Rail in East Lothian in Schotland. Het station is eigendom van Network Rail en wordt beheerd door ScotRail. 